# Йейттелес, Игнац
Игнац Йейттелес (нем. Ignaz Jeiteles; 13 сентября 1783, Прага — 19 июня 1843, Вена) — австрийский философ, эстетик.  Внук Йонаса Йейттелеса, сын Баруха Йейттелеса.
Начал свою литературную деятельность с изданной отдельно биографии своего деда (1806). Опубликовал много сотен статей о литературе и искусстве в австрийской периодике. Основной труд Йейттелеса — двухтомный «Лексикон эстетики» (нем. «Aesthetisches Lexicon, ein Alphabetisches Handbuch zur Theorie der Philosophie des Schönen und der Schönen Kunst», 1835—1838). Книга путевых заметок «Путешествие в Рим» была издана посмертно (нем. «Eine Reise nach Rom», 1844).

## Семья
Жена — Фанни Барах (1797—1854). Племянником Йейттелеса был писатель Мориц Барах.